# Colonne sèche

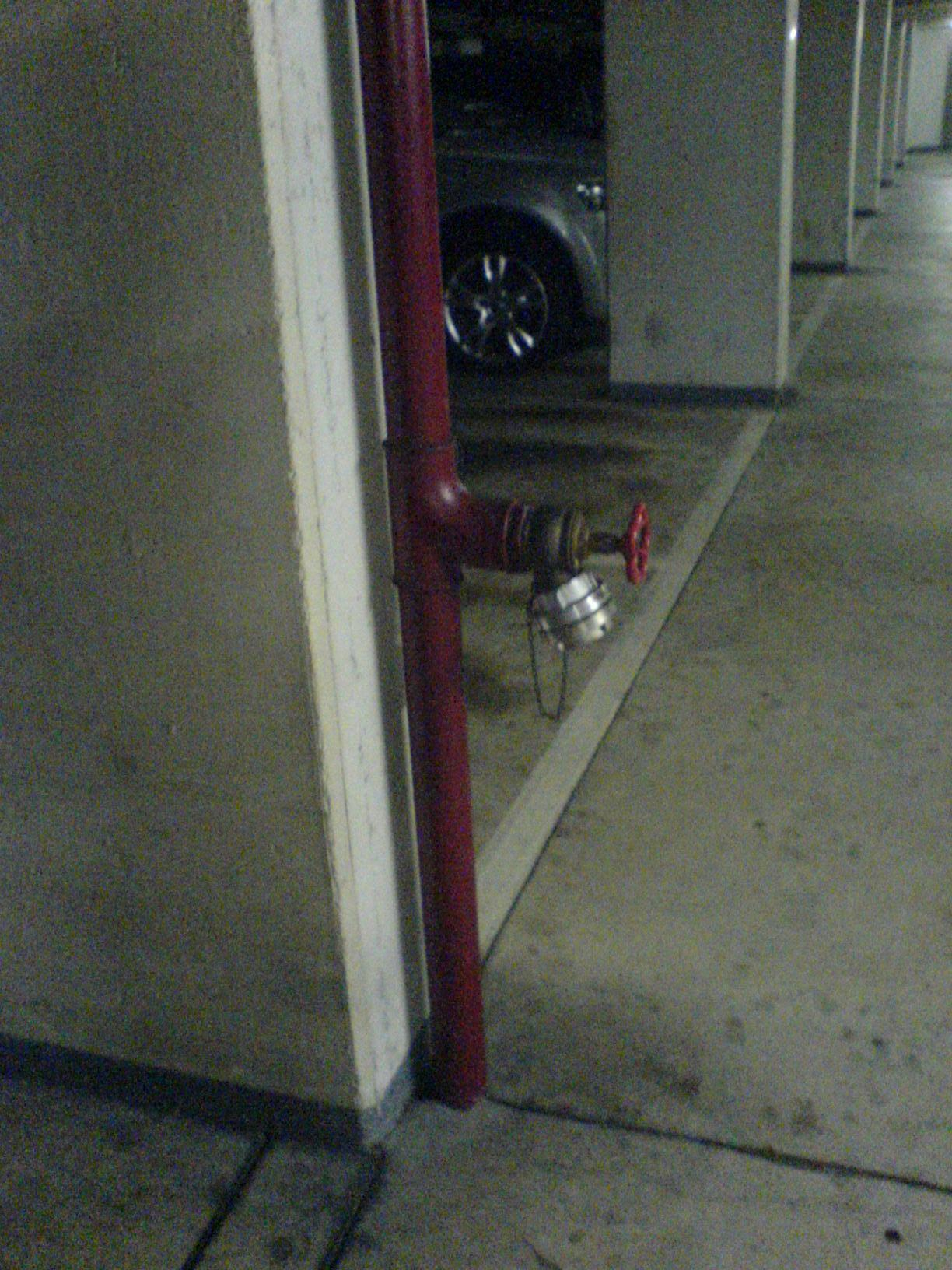
Colonne sèche dans un parking souterrain.

Une colonne sèche (ou colonne incendie) est un dispositif de lutte contre l'incendie installé dans des immeubles comprenant des étages ou des sous-sols, consistant généralement en une canalisation vide qui peut être raccordée en extérieur à une source d'eau pressurisée afin de faciliter l'accès à l'eau dans les étages aux équipes de sapeurs-pompiers. 

## Description
Il s'agit d'une conduite rigide parcourant le bâtiment. On peut y raccorder un tuyau d'incendie à chaque extrémité : il s'agit en quelque sorte d'un tuyau fixe prépositionné. Une des extrémités se trouve dans la zone à défendre ; l'autre se trouve à l'extérieur, dans un endroit facilement accessible aux secours, et est identifiée par une plaquette indiquant le local défendu.
La colonne sèche évite d'avoir à dérouler des tuyaux à travers des cheminements longs ou peu pratiques (escaliers, …) ; par ailleurs, ces conduites présentent moins de pertes de charge que les tuyaux souples.
Lors d'un incendie concernant la zone défendue, l'équipe de sapeurs-pompiers chargée de l'alimentation relie la colonne sèche au fourgon d'incendie avec un tuyau souple ; l'équipe chargée d'attaquer le sinistre monte à l'étage concerné ou celui directement inférieur, déroule son tuyau et le raccorde à l'autre extrémité de la colonne sèche.

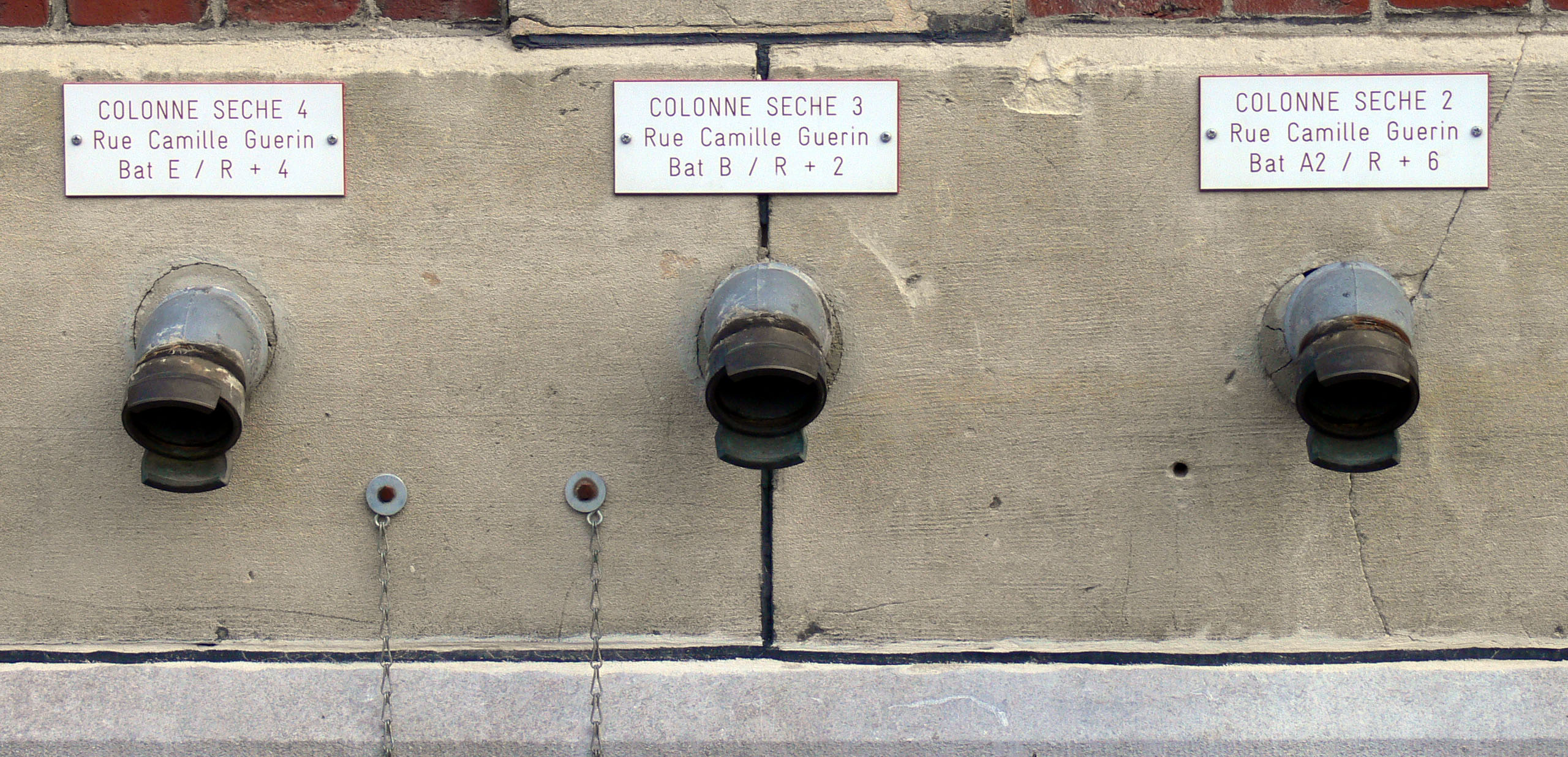
Triple accès extérieur de colonnes sèches.

## Réglementation française
En France, les bâtiments d'habitation et d'accueil du public de la 3e famille B et la 4e famille (comportant au moins ou plus de 7 étages sur rez-de-chaussée ou dont la distance entre l'appartement le plus éloigné de la cage d'escalier et celle-ci est supérieure à 10 mètres) doivent être équipés de colonnes sèches conformes à la norme française en vigueur (NF S 61-759). Elles doivent être vérifiées, au moins, une fois par an. Elles sont constituées d'un tube de 65 mm de diamètre par escalier de secours. Elles comportent une double prise de 40 mm de diamètre par niveau (le choix entre raccord simple ou double prévu dans l'arrêté étant devenu obsolète après la mise à jour de la norme en 2007).
Pour les établissements recevant du public, elles sont exigées dès lors que des locaux à risques importants sont aménagés dans des étages dont le plancher bas est à plus de 18 mètres du niveau de la voie accessible aux engins des sapeurs-pompiers. Leur diamètre est de 65 mm (débit nominal de 500 l/min ou 30 m3/h) ou 100 mm (1000 l/min ou 60 m3/h) selon la réglementation applicable. Une prise incendie est placée à chaque niveau en DN40 ou DN65 (selon réglementation applicable).

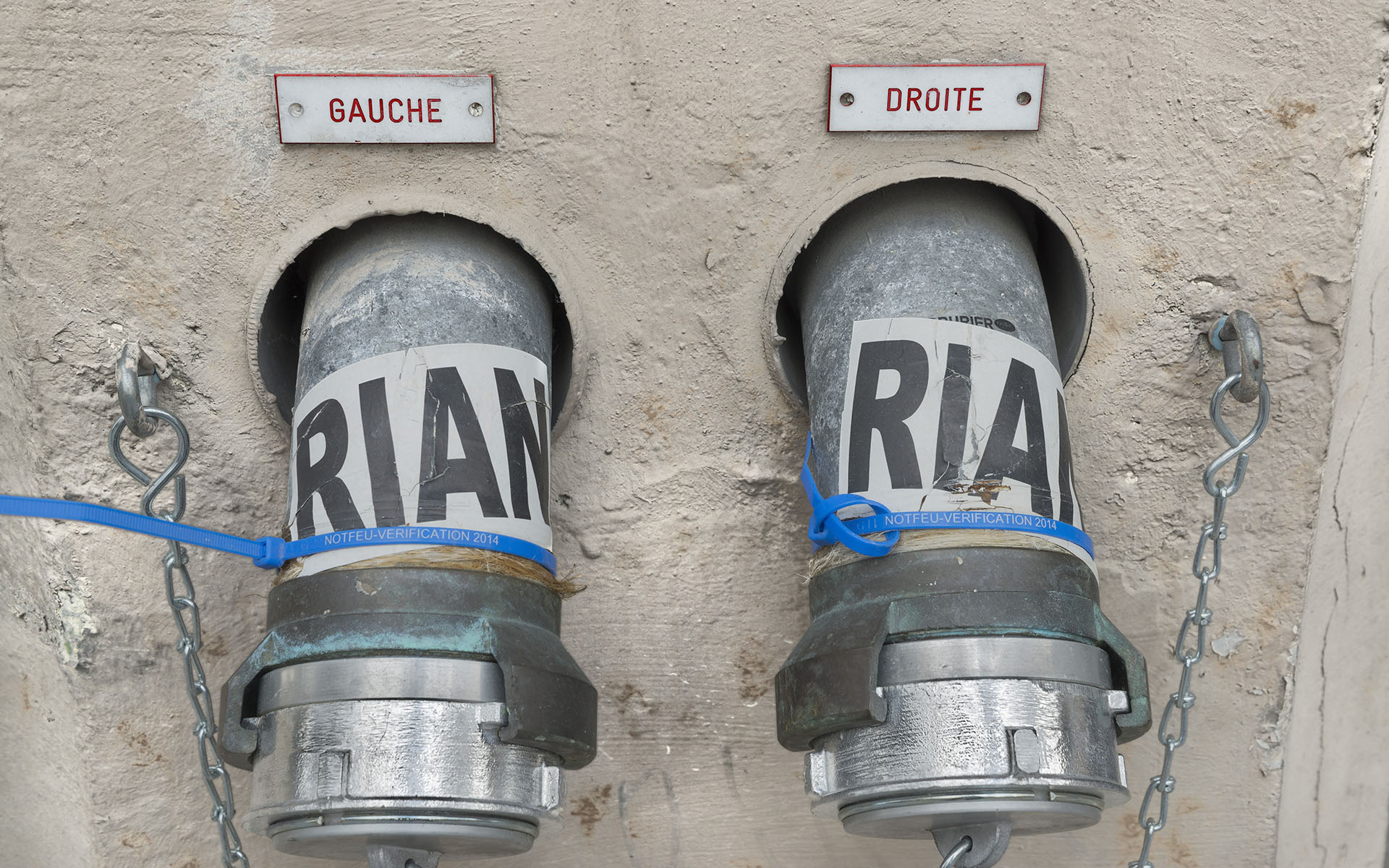
Des étiquettes au-dessus des colonnes sèches identifiant chacune par les termes gauche et droite au 41, rue Tournefort à Paris.

C'est également le cas pour les parcs de stationnement couverts comportant au moins trois niveaux immédiatement au-dessus ou au-dessous du niveau de référence, elles sont alors placées dans chaque cage d'escalier ou sas d'évacuation. Les colonnes de 65 millimètres de diamètre comportent à chaque niveau, dans les sas, une prise de 65 millimètres et deux prises de 40 millimètres. Cette disposition impose souvent la mise en place d'un ou plusieurs poteaux ou bouches d'incendie de 100 millimètres de diamètre, branchés sur une canalisation d'un diamètre au moins égal et implantés à moins de 60 mètres des orifices d'alimentation des colonnes sèches. 
Les prises d'alimentation extérieures doivent être accessibles de l'extérieur du bâtiment, à une distance maximale de 3 m de l'entrée du bâtiment où se situe la colonne et à moins de 60 m d'une bouche ou d'un poteau d'incendie. Le niveau d'accès du raccord d'alimentation doit être le même que celui du niveau d‘accès des véhicules des services de lutte contre l'incendie, à l'exception des cas particuliers (exemple immeuble sur dalle).
Le raccord d'alimentation est nettement séparé de toute prise ou raccord similaire dont la proximité pourrait être source d'erreur.
Le raccord d'alimentation est placé à une hauteur au-dessus de son niveau d'accès comprise entre 0,80 m et 1,50 m ; il est incliné vers le sol ; l'angle formé par son axe et la verticale descendant est de 45°.

#### Concernant la France
- Arrêté du 31 janvier 1986 modifié : Arrêté relatif à la protection contre l'incendie des bâtiments d'habitation
- Règlement de sécurité contre l'incendie relatif aux établissements recevant du public
- Arrêté du 9 mai 2006 : Parcs de stationnement couverts
- NF S 61-750 : Matériel de lutte contre l'incendie - Colonne d'incendie ← Annulée et remplacé en 2007 par NF S 61-758 & NF S 61-759